# Sites mégalithiques de Meurthe-et-Moselle
Cet article présente la liste des sites mégalithiques de Meurthe-et-Moselle, en France.

## Inventaire
| Monument                         | Commune          | Remarque                                   | Coordonnées                 | Protection       | Illustration |
| -------------------------------- | ---------------- | ------------------------------------------ | --------------------------- | ---------------- | ------------ |
| Tombe mégalithique de la Garenne | Liverdun         | réaménagée et réutilisée à l'âge du Bronze |                             | ruiné            |              |
| Pierre au Jô                     | Pont-à-Mousson   |                                            | 48° 55′ 42″ N, 6° 00′ 41″ E | Classé MH (1914) |              |
| Dolmen du Bois l'Évêque          | Sexey-aux-Forges |                                            | 48° 38′ 58″ N, 6° 00′ 22″ E | Classé MH (1910) |              |
| Mégalithes du Bois de l'Abbé     | Sexey-aux-Forges | allée couverte, coffres                    |                             |                  |              |